# Cerithium nesioticum
Cerithium nesioticum is een slakkensoort uit de familie van de Cerithiidae. De wetenschappelijke naam van de soort werd voor het eerst geldig gepubliceerd in 1906 door Pilsbry & Vanatta.

Jeugdig